# Michał Stanisław Ginter
Michał Stanisław Ginter (ur. 1962) – polski geolog i paleontolog. Prof. dr hab., profesor nadzwyczajny w Zakładzie Paleontologii Wydziału Geologii Uniwersytetu Warszawskiego. 

## Życiorys
Ukończył studia geologii na Uniwersytecie Warszawskim w 1985 roku. Pracuje na Uniwersytecie Warszawskim na Wydziale Geologii od 1987 r. Specjalizuje się w paleontologii kręgowców, a szczególnie w zakresie – kopalne rekiny i ich zęby. W roku 1995 obronił doktorat na temat: Ichtiolity dewońskie z Polski i Uralu oraz ich znaczenie stratygraficzne. W roku 2003 habilitował się pracą habilitacyjną: Zróżnicowanie zespołów rekinów fameńskich i jego uwarunkowania środowiskowe. Stypendysta Programu Fulbrighta.  
W dniu 16 stycznia 2012 roku otrzymał tytuł profesora z rąk prezydenta Bronisława Komorowskiego.
Jest synem prof. Jerzego Gintera. 

## Publikacje
- red. Michał Ginter: Ryby kopalne - Wydawnictwa Uniwersytetu Warszawskiego, Warszawa 2012, 346 s. ISBN 978-83-235-0973-8

## Odznaczenia
- Złoty Krzyż Zasługi za działalność społeczną (2013)[3].